# Rybníček (Vyškovi járás)
Rybníček település Csehországban, Vyškovi járásban. Rybníček Hoštice-Heroltice, Prusy-Boškůvky, Moravské Málkovice és Medlovice településekkel határos. Lakosainak száma 260 fő (2024. január 1.).

## Népesség
A település lakosságának változását az alábbi diagram mutatja:
| Lakosok száma | 228  | 225  | 242  | 218  | 266  | 292  | 275  | 278  | 267  | 260  |
|               | 1869 | 1890 | 1921 | 1950 | 1980 | 2001 | 2017 | 2019 | 2022 | 2024 |